# اولا تیرزو
اولاً تیرزو (به ایتالیایی: Ula Tirso) یک کومونه در ایتالیا است که در استان اریستانو واقع شده‌است. اولاً تیرزو ۱۸٫۸ کیلومتر مربع مساحت و ۶۱۶ نفر جمعیت دارد و ۳۴۸ متر بالاتر از سطح دریا واقع شده‌است.

## خواهرخوانده
شهر پسکیرا دل جاردا خواهرخواندهٔ اولاً تیرزو هست.